# Mentallo and the Fixer
Mentallo and the Fixer – industrialny projekt muzyczny realizowany od 1988 roku przez teksańczyków Gary Dassinga i Dwayne'a Dassinga

## Dyskografia (Albumy)
- No Rest For The Wicked 1992
- Revelations 23 1993
- Where Angels Fear To Tread 1994
- Continuum 1995
- There's No Air To Breathe 1997
- Burnt Beyond Recognition 1997
- No Rest For The Wicked 2CD 1997
- No Further Rest For The Wicked 2CD 1998
- Algorythum 1999
- Love Is The Law 2000
- Return To Grimpen Ward 2001
- Vengeance Is Mine 2001
- Enlightement Through A Chemical Catalyst 2007

## Dyskografia (EP)
- Centuries 1997
- False Prophets 1997
- Systematik Ruin 1999
- Commandments For The Molecular Age 2006

## Dyskografia (Projekty)
- Mainesthai - Out To Lunch
- Mainesthai - Mentallo And The Fixer meets Mainesthai
- Benestrophe - Sensory Deprivation
- Benestrophe - Auric Fires
- Shimri - Lillies Of The Field
- Reign Of Roses - In Bourbon And In Blood